# كانساس سيتي تشيفس
كانزاس سيتي جيفس: فريق يلعب في الدوري الأمريكي لكرة القدم في القسم AFC الغربي. تأسس في الأصل في مدينة دالاس، تكساس،
تأسس الفريق في عام 1960 باسم دالاس تكسانس من قبل رجل الأعمال لامار هانت وكان عضوًا مستأجرًا في دوري كرة القدم الأمريكية (AFL). في عام 1963 ، انتقل الفريق إلى كانساس سيتي واتخذ اسمه الحالي.  انضم التشيفس إلى الدوري الوطني لكرة القدم الأمريكية نتيجة الاندماج في عام 1970. تقدر قيمة الفريق بأكثر من ملياري دولار.  يعمل نجل هانت، كلارك ، كرئيس مجلس الإدارة والمدير التنفيذي. بينما انتقلت حصص ملكية هانت بشكل جماعي إلى أرملته وأطفاله بعد وفاته في عام 2006 ، كلارك هو الرئيس التنفيذي ؛ يمثل الرؤساء في جميع اجتماعات الدوري ولديه السلطة المطلقة على التغييرات الشخصية.
فاز التشيفس بثلاث بطولات في دوري كرة القدم الأمريكية في أعوام 1962 و 1966 و 1969.  أصبحوا ثاني فريق في دوري كرة القدم الأمريكية (بعد نيويورك جيتس ) يهزم فريق اتحاد كرة القدم الأميركي في لعبة بطولة العالم لكرة القدم الأمريكية - اتحاد كرة القدم الأميركي ، عندما هزموا مينيسوتا الفايكنج في سوبر بول الرابع . كان فوز الفريق في 11 يناير 1970 هو آخر منافسة من هذا القبيل قبل أن يدخل اندماج الدوريات حيز التنفيذ الكامل. كان التشيفس أيضًا الفريق الثاني، بعد غرين باي باكرز ، الذي ظهر في أكثر من سوبر بول (وأول فريق من دوري كرة القدم الأمريكية يقوم بذلك) وأول فريق ظهر في لعبة البطولة في عقدين مختلفين. على الرغم من نجاح ما بعد الموسم في وقت مبكر من تاريخ النادي، حيث فاز بخمس من أول ست مباريات لما بعد الموسم، تعثر الفريق لإيجاد النجاح في التصفيات لسنوات عديدة، بما في ذلك خسارة 10 من 11 مباراة فاصلة من 1993 إلى 2017 ، والتي تضمنت سلسلة من ثماني خسارات. منذ ذلك الحين، فاز التشيفس بأربعة من آخر 5 مباريات فاصلة، بما في ذلك Super Bowl LIV في عام 2020 ، والتي حصلت على أول بطولة لها منذ 50 عامًا.

## تاريخ النادي

### التكوين
في عام 1959 ، بدأ لامار هانت مناقشات مع رجال أعمال آخرين لإنشاء دوري كرة قدم محترف ينافس الرابطة الوطنية لكرة القدم .    ازدادت رغبة هانت في تأمين فريق كرة قدم بعد مشاهدة مباراة بطولة اتحاد كرة القدم الأميركي لعام 1958 بين فريق نيويورك جاينتس وبالتيمور كولتس .  بعد محاولات فاشلة لشراء ونقل شيكاغو كاردينالز اتحاد كرة القدم الأميركي إلى مسقط رأسه في دالاس ، تكساس ،  ذهب هانت إلى اتحاد كرة القدم الأميركي وطلب إنشاء نادي توسع في دالاس. رفضه اتحاد كرة القدم الأميركي، لذلك أنشأ هانت بعد ذلك دوري كرة القدم الأمريكية وبدأ فريقه الخاص، دالاس تكساس، لبدء اللعب في عام 1960. استأجر هانت مساعد مدرب غير معروف من فريق كرة القدم بجامعة ميامي، هانك سترام، ليكون مدرب الفريق بعد أن رفض بود ويلكينسون وتوم لاندري عرض العمل .
بعد تعيين سترام، تم تعيين دون كلوسترمان كرئيس كشافة، وكان له الفضل في جلب عدد من المواهب إلى تكساس بعد جذبها بعيدًا عن اتحاد كرة القدم الأميركي، وغالبًا ما كان يخفي اللاعبين ويستخدمون وسائل مبتكرة لتهبط بهم.

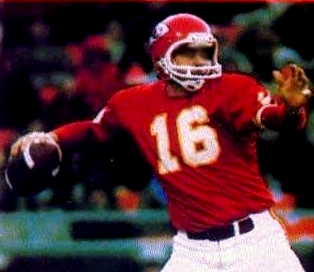
قاد لين دوسن فريق التشيفس إلى الفوز في سوبر بول الرابعة وتم إدخاله في قاعة مشاهير محترفي كرة القدم في عام 1987